# 국민연금공단
국민연금공단(國民年金公團, 영어: National Pension Service, NPS)은 대한민국의 국민연금을 운영하기 위하여 설립한 대한민국 보건복지부 산하 기금관리형 준정부기관이다.
대한민국 전북특별자치도 전주시 덕진구 기지로 180에 본부가 있다.

## 설립 취지
1987년 9월 18일 국민연금법에 의거하여 설립되었다. 대한민국의 국민이 나이가 들어 생업에 종사할 수 없게 되거나 불의의 사고로 사망 또는 장애를 입었을 경우 안정된 생활을 할 수 있도록 연금을 지급하고, 아울러 각종 복지사업을 실시함으로써 국민복지 증진에 기여함을 목적으로 한다.

## 규모
설립 당시 본부 6부 15과 14개 지부에 총인원 656명 규모였던 것이, 국민연금 적용 대상의 확대와 특례노령연금 지급, 농어촌지역 국민연금 확대 실시 등으로 업무량이 대폭 증가하고 전문화됨에 따라 인력과 조직이 대폭 확충되었다. 2014년 현재 직원 수는 5,000명 가량이다.
2013년에는 기금 규모가 400조를 돌파하여 세계 3대 연기금으로 올라섰다. 2015년에는 500조원을 돌파할 것으로 예상되고 있다.

## 자산운용
국민연금공단이 가장 많이 투자하고 있는 것은 국채이며, 주식 투자도 하고 있다. 2012년 말의 자료를 보면, 대한민국 국내 채권 비중이 60% 가량으로 가장 높고 대한민국 내 주식 19%, 해외 주식 8%, 해외 채권 5% 가량으로 포트폴리오가 짜여져 있다. 2016년 자료는, 국내 채권 비중이 52%, 국내주식 19%, 해외주식 14%, 해외 채권 4%가량으로 이루어지고 있다.
총 94개의 대한민국 내 기업에 5%이상의 지분율을 가지고 있다. 현재 국민연금이 단 한 주라도 보유하고 있는 종목은 600여개로 전체 상장 종목의 30%에 이른다. 대부분 블루칩, 즉 대형주・우량주 위주로 투자하므로 투자금은 대기업에 집중되어 있다.
지분 10% 이상을 넘기면 매매시 공시 의무가 생기기 때문에 전략 노출을 피하기 위해 지분율을 10% 이하로 맞추어 왔다. 국민연금이 보유한 종목은 안정적이라는 인식이 있어, 투자에 활용되기도 한다.
그러나 국민연금의 투자 수익은 그리 좋은 편이 아니다. 2013년 국민연금 운용수익률은 4.16%였고, 2012년은 6.99%였다. 이는 세계 6대 연기금 중에서 꼴찌로, 규모 면에서는 성장했지만 자산 운용 면에서는 많은 문제를 드러내고 있다.
국민연금은 2009년 1사분기 동안 348개의 주주총회에서 의결권을 행사했고, 이 중 하나의 안건이라도 반대 의결권을 행사한 주주총회는 총 84건으로 그 비율은 무려 24.1%이다. 하지만 안건별로 보면 총 2,417개의 안건 중 111개 안건에 대해서만 반대함으로써 4.59%의 반대비율을 기록하였다. 기권도 반대의 효과가 있다고 가정할 경우 실질적인 반대비율은 6.33%에 이른다. 국민연금이 하나의 안건에 반대 의결권을 행사한 주주총회는 총 63건이고, 2개 이상의 안건에 대해 반대 의결권을 행사한 주주총회는 21개이다.

## 연혁
- 1986년 12월 31일 - 국민연금법 공포
- 1987년 9월 18일 - 국민연금관리공단 설립
- 1988년 1월 1일 - 국민연금제도 실시
- 1992년 1월 1일 - 당연적용 사업장 확대(5인이상 사업장)
- 1993년 1월 1일 - 특례노령연금 지급 개시
- 1995년 4월 1일 - 국민연금연구센터 설치
- 1995년 7월 1일 - 농어촌지역 주민 확대 적용
- 1995년 8월 4일 - 사업장 종사 외국인 당연 적용
- 1999년 1월 1일 - 조기노령연금 지급 개시
- 1999년 4월 1일 - 대한민국 전지역 확대 적용
- 1999년 11월 5일 - 기금운용본부 설치
- 2000년 7월 1일 - 농어촌지역 특례노령연금 지급 개시
- 2001년 11월 13일 – 텔레서비스시스템 전국 확대 운영
- 2002년 11월 4일 - 4대사회보험 정보연계 서비스 시행
- 2003년 1월 1일 - 감액노령연금 및 재직자노령연금 지급 개시
- 2003년 7월 1일 - 당연적용 사업장 확대 적용(1단계)
- 2004년 4월 1일 - 도시지역 특례노령연금 지급 개시
- 2004년 7월 1일 - 당연적용 사업장 확대 적용(2단계)
- 2006년 1월 1일 - 당연적용 사업장 확대적용(3단계)
- 2006년 9월 18일 - 국민연금 新 CI 발표
- 2007년 7월 23일 - "국민연금공단"으로 명칭 변경[9]
- 2008년 1월 1일 - 완전노령연금 지급 개시
- 2009년 5월 1일 - 노후설계서비스(CSA) 사업 시행
- 2009년 5월 14일 - 국제업무센터 설립 및 개설
- 2009년 8월 7일 - 국민연금과 4개 직역연금 가입기간 연계사업시행
- 2011년 1월 1일 - 사회보험 징수통합에 따른 징수업무 이관
- 2011년 4월 1일 - 장애인복지법 상 장애 전(全)등급 심사 개시
- 2011년 10월 5일 - 장애인 활동지원 사업 시행
- 2012년 12월 1일 - 기초수급자 근로능력평가 사업 수행
- 2014년 7월 1일 - 기초연금 사업 수행
- 2015년 7월 23일 - 국민연금공단 서울 송파구 신천동 사옥에서 전북 전주시 덕진구 만성동 신사옥으로 이전
- 2015년 12월 23일 - 전 국민 대상 노후준비서비스 시행

## 조직
- 감사
  - 감사실

### 이사장
- 비서실
- 정보화본부
  - 정보전략실
- 준법감시인

#### 기획이사
- 기획조정실
  - 국제협력센터
- 인사혁신실
- 총무지원실
- 국민소통실

#### 연금이사
- 고객지원실
- 가입지원실
- 연금급여실
- 4대보험정보연계센터

#### 복지이사
- 중앙노후준비지원센터
- 노후준비지원실
  - 지역노후준비지원센터
- 장애심사센터
- 기초연금실
- 복지사업단

#### 기금이사
- 기금운용본부

## 소속기관
- 국민연금연구원
- 지역본부 (7개소)
  - 지사 (109개소)
- 지역노후준비지원센터 (109개소)

## 논란
대한민국의 국민연금은 운용상 많은 문제점을 안고 있다. 또한 기금의 쓰임새가 대기업에 대한 투자에 집중되고 있는 데 대해서도 논란이 많다. 국민연금이 가장 많이 투자하고 있는 대상은 국채인데 정부가 국채를 찍어내면 그것을 국민연금이 덥석 사가는 식이라 국민이 낸 연금을 정부가 쌈지돈처럼 쓴다는 논란도 거세다. 국민연금의 국채 투자는 전체의 무려 60%에 달한다. 안이한 운용에 따른 저조한 수익률과 기금 고갈의 우려 역시 국민연금이 당면하고 있는 비판들이다.
그러나, 2019년 9월 기준으로 대내외적으로 불리한 경제적 외교적 환경임에도 불구하고 8.88%의 수익률을 기록했음을 발표한 바 있다.